# Kovács Lotti
Kovács Lotti (Kisvárda, 1986. január 13. –) magyar színésznő, énekesnő. 

## Életpályája
Gimnazistaként már tagja volt a Zig-Singers nevű kórusnak. Utolsó középiskolai tanévét már Budapesten végezte és a Piccolo Színházban játszott. 2001 és 2003 között a Hang-Szín Musical és Színitanoda növendéke volt, majd az Új Színház stúdiójában tanult tovább (2008-2010). Több fővárosi és vidéki előadásban is szerepel folyamatosan.2018-2021 között a kecskeméti Katona József Színház tagja volt.

### Magánélete
Férje Szemenyei János szintén színész. Gyermekeikː Janka és Ábel.

## Fontosabb színházi szerepei
- Kerekes János – Barabás Tibor – Darvas Szilárd – Gádor Béla – Szenes Iván: ÁLLAMI ÁRUHÁZ (Feleki Boriska, eladó a férfi konfekció osztályon) – 2018/2019
- Miklós Tibor – Várkonyi Mátyás: SZTÁRCSINÁLÓK (Ulrica) – 2014/2015
- Geoffrey Chaucer: EZ VAN (Második Tyúk, Lány 2., Örömlány 2., May) – 2014/2015
- James Lapine – Stephen Sondheim: VADREGÉNY – INTO THE WOODS (Piroska) – 2013/2014
- Geszti Péter – Békés Pál – Dés László: A DZSUNGEL KÖNYVE (Túna) – 2012/2013
- Móricz Zsigmond – Kocsák Tibor – Miklós Tibor: LÉGY JÓ MINDHALÁLIG (Bella kisasszony) – 2011/2012
- Brauszevics – Karnauhova: MESE A TŰZPIROS VIRÁGRÓL (Mása, Mása, Mása) – 2010/2011
- Miklós Tibor: ILYENEK VOLTUNK (Várszegi Éva, Kati) – 2004/2005

## Filmes és televíziós szerepei
- A mi kis falunk (2024) ...Rendezvényszervező
- …a szomszéd tehene (2024) ...Állatboltos
- Jóban Rosszban (2021) ...Jeles Anna
- Az ügynökök a paradicsomba mennek (2010) ...Dóri